# Ali Sofuoğlu
Ali Sofuoğlu (Turquía, 3 de junio de 1995) es un luchador de kárate turco, que consiguió la medalla de bronce olímpica en Tokio 2020 en la modalidad de Kata.
En mayo del año 2021 también se proclamó campeón de Europa en kata individual y por equipos.

## Palmarés olímpico
| Juegos Olímpicos             | Juegos Olímpicos      | Juegos Olímpicos  | Juegos Olímpicos |
| Año                          | Lugar                 | Medalla           | Categoría        |
| ---------------------------- | --------------------- | ----------------- | ---------------- |
| 2021                         | Tokio ( Japón)        | Medalla de bronce | Kata             |
| Campeonato Mundial de Karate |                       |                   |                  |
| 2023                         | Budapest ( Hungría)   | Medalla de plata  | Kata por equipos |
| 2021                         | Dubai ( EAU)          | Medalla de bronce | Kata             |
| 2021                         | Dubai ( EAU)          | Medalla de bronce | Kata por equipos |
| 2018                         | Madrid ( España)      | Medalla de bronce | Kata             |
| Campeonato Europeo de Karate |                       |                   |                  |
| 2021                         | Poreč ( Croacia)      | Medalla de oro    | Kata             |
| 2021                         | Poreč ( Croacia)      | Medalla de oro    | Kata por equipos |
| 2019                         | Guadalajara ( España) | Medalla de plata  | Kata             |
| 2018                         | Novi Sad ( Serbia)    | Medalla de plata  | Kata             |
| 2018                         | Novi Sad ( Serbia)    | Medalla de plata  | Kata por equipos |
| 2017                         | İzmit ( Turquía)      | Medalla de plata  | Kata             |